# بدر الدين عبد الكافي
بدر الدين عبد الكافي (بالفرنسية: Badreddine Abdelkefi)‏ ولد في 7 يوليو 1959 في صفاقس. هو سياسي تونسي، وقيادي بارز في حركة النهضة.

بعد الثورة التونسية، انتخب في انتخابات 23 أكتوبر 2011 في المجلس الوطني التأسيسي عن دائرة صفاقس الثانية الانتخابية، وبعد ذلك كنائب في مجلس نواب الشعب بعد انتخابات 26 أكتوبر 2014 ممثلا حركة النهضة في الحالتين.

## السيرة الذاتية
زاول بدر الدين عبد الكافي تعليمه الابتدائي في ضاحية مركز بن حليمة بمدينة صفاقس، ثم واصل تعليمه الثانوي في معهد 15 نوفمبر وسط صفاقس أين تحصل فيه على شهادة الباكالوريا في 1978، انتقل على إثرها إلى كلية العلوم بصفاقس أين تحصل في 1981 على شهادة في العلوم. عمل بعد ذلك مدرسا في مدينة قابس بين 1982 و1991، ثم مسؤول إداري بشركة تجارية بين 2003 و2011.

نشط منذ صغره في الاتجاه الإسلامي، وكان بين 1978 و1981 عضوا في القيادة الطلابية لحركة الاتجاه الإسلامي بصفاقس (النهضة لاحقا). مثل طلبة الجنوب للاتجاه الإسلامي في مؤتمر الحركة في أفريل 1981 بسوسة الذي أقر مبدأ الإعلان عن حزب الاتجاه الإسلامي بتونس. اعتقل بعد ذلك دون محاكمة في صائفة 1981، ثم أشرف على قيادة الإتجاه الإسلامي بالجامعة حتى مارس 1982، وأصبح بعدها عضوا في قيادة الاتجاه الإسلامي بقابس حتى 1987. اعتقل وسجن بين أبريل وديسمبر 1987، قبل أن يشرف على المكتب المركزي لحركة الاتجاه الإسلامي في 1988. أصبح بعدها مسؤول النقابة الأساسية للتعليم الثانوي بقابس حتى 1991 أين نشط بالقيادة المركزية للنهضة. حكم عليه في 1991 ب11 سنة سجنا قضاها كلها بين أكتوبر 1991 وأكتوبر 2002. 

انتخب في انتخابات 23 أكتوبر 2011 في المجلس الوطني التأسيسي عن النهضة في دائرة صفاقس الثانية الانتخابية. كان يشغل فيه عضوية مكتب المجلس كمساعد للرئيس مكلف بالعلاقات مع المواطن ومع المجتمع المدني والتونسيين بالخارج.

انتخب بعد ذلك كنائب في مجلس نواب الشعب بعد انتخابات 26 أكتوبر 2014 عن النهضة في دائرة صفاقس الأولى الانتخابية. في هذا المجلس هو عضو لجنة الصناعة والطاقة والثروات الطبيعية والبنية الأساسية والبيئة ورئيس اللجنة الانتخابية وعضو اللجنة الخاصة بفرز ملفات الترشح لعضوية هيئة الحقيقة والكرامة.

## الحياة الشخصية
بدر الدين عبد الكافي متزوج وأب لثلاثة أبناء.

## مقالات ذات صلة
- حركة النهضة (تونس).

## روابط خارجية
- السيرة الذاتية لبدر الدين عبد الكافي على موقع مرصد المجلس الوطني التأسيسي التابع لمنظمة البوصلة.
- السيرة الذاتية لبدر الدين عبد الكافي على موقع مرصد مجلس نواب الشعب التابع لمنظمة البوصلة.